# Lacertoides pardalis
Lacertoides pardalis — вид сцинкоподібних ящірок родини сцинкових (Scincidae). Ендемік Нової Каледонії. Це єдиний представник монотипового роду Lacertoides.

## Поширення і екологія
Lacertoides pardalis відомі з низки місцевостей, розташованих на півдні Нової Каледонії (на південь від Тіо). Вони живуть у перидотитових скельних виступах в чагарникових заростях макі, а також на узліссях вологих тропічних лісів. Зустрічаються на висоті від 250 до 900 м над рівнем моря. Ведуть денний, наземний спосіб життя, шукають їжу та гріються на поверхнях скель, ховаються в тріщинах серед скель.

## Збереження
МСОП класифікує цей вид як вразливий. Lacertoides pardalis загрожує знищення природного середовища та хижацтво з боку інтродукованих щурів і мурах Wasmannia auropunctata.